# Dominic Raab
Dominic Raab (teljes nevén Dominic Rennie Raab; (Buckinghamshire, 1974. február 25. –) brit jogász, konzervatív párti politikus, 2018. november 15-éig az Európai Unióból történő kilépésért felelős brit miniszter, Boris Johnson kormányának külügyminisztere 2019. július 24-től. Boris Johnson, majd  Rishi Sunak kormányában a miniszterelnök helyettese.

## Életpályája
Édesapja 1938-ban Csehszlovákiából emigrált zsidó, édesanyja angol. 
A Konzervatív Párt tagjaként 2010-től parlamenti képviselő. Elődje, David Davis lemondását követően Theresa May kormányában 2018. július 9-től ő töltötte be az Európai Unióból történő kilépésért felelős brit miniszter tisztségét. 
Raab 2018. november 15-én lemondott tisztségéről azzal az indokkal, hogy nem tudja jó lelkiismerettel támogatni a Brexit feltételrendszeréről szóló, a brit kormány által azon a héten jóváhagyott EU-megállapodás-tervezetet, különösen azért, mert  - véleménye szerint -  a tervezet Észak-Írországra vonatkozó szabályozási javaslatai veszélyeztetik az Egyesült Királyság integritását. Utódja Stephen Barclay lett. 
Raab Boris Johnson kormányának külügyminisztere 2019. július 24-től.
Ő helyettesítette 2020 áprilisában Boris Johnson kormányfőt kórházi ápolása, majd felépülése idején.
2021 szeptember 15-én Boris Johnson bejelentette a kormány átalakítását, ahol Raab helyett Liz Truss lett a külügyminiszter. 2022 szeptemberében Liz Truss kormányában nem kapott szerepet. 2022. október 25-től Rishi Sunak kormányában a miniszterelnök helyettese.